# Nu Hydrae
Désignations
Nu Hydrae (ν Hya / ν Hydrae) est une étoile de la constellation de l'Hydre, située vers la limite avec la Coupe. Sa magnitude apparente est de 3,11. D'après la mesure de sa parallaxe annuelle par le satellite Hipparcos, l'étoile est située à environ ∼ 144 a.l. (∼ 44,2 pc) de la Terre. Elle se rapproche quelque peu du Système solaire à une vitesse radiale de −1 km/s.
Nu Hydrae est une étoile géante rouge de type spectral K1,5III Hδ−0,5. Elle est environ 173 fois plus lumineuse que le Soleil.
Nu Hydrae porte la désignation de Flamsteed de 4 Crateris. John Flamsteed, dans son catalogue d'étoiles, incluait parmi les constellations l'Hydre (Hydra) ainsi que « l'Hydre et la Coupe » (Hydra & Crater). Cette dernière incluait indifféremment les étoiles de la Coupe à proprement parler et les étoiles de l'Hydre qui sont situées en dessous ou à côté d'elle, les frontières entre les deux constellations étant alors mal définies.